# Luborcza
Luborcza is een plaats in het Poolse district  Częstochowski, woiwodschap Silezië. De plaats maakt deel uit van de gemeente Koniecpol en telt 290 inwoners.